# Mydaea longuseta
Mydaea longuseta är en tvåvingeart som först beskrevs av Wulp 1896.  Mydaea longuseta ingår i släktet Mydaea och familjen husflugor. Inga underarter finns listade i Catalogue of Life.